# Liste des membres du Conseil national suisse (2019-2023)
Pour un article plus général, voir Liste des membres du Conseil national suisse.
Cet article donne la liste des 200 membres du Conseil national pendant la 51e législature de l'Assemblée fédérale suisse (2019-2023),,. Ils sont en fonction du 2 décembre 2019 au 3 décembre 2023.
| Portrait | Conseiller national            | Canton                       | Parti   | Parti | Groupe | Groupe | Sortant | Voix    | Date de naissance | Profession ou titre                                                              | Remarques |
| -------- | ------------------------------ | ---------------------------- | ------- | ----- | ------ | ------ | ------- | ------- | ----------------- | -------------------------------------------------------------------------------- | --- |
|          | Jean-Luc Addor                 | Valais                       | UDC     |       | V      |        | Oui     | 17 535  | 22 avril 1964     | Avocat, licencié en droit                                                        | |
|          | Andreas Aebi                   | Berne                        | UDC     |       | V      |        | Oui     | 104 955 | 26 novembre 1958  | Maître agriculteur                                                               | |
|          | Matthias Aebischer             | Berne                        | PS      |       | S      |        | Oui     | 63 397  | 18 octobre 1967   | Journaliste                                                                      | |
|          | Thomas Aeschi                  | Zoug                         | UDC     |       | V      |        | Oui     | 15 359  | 13 janvier 1979   | Licencié en économie, master en administration publique                          | |
|          | Céline Amaudruz                | Genève                       | UDC     |       | V      |        | Oui     | 16 434  | 15 mars 1979      | Licenciée en droit                                                               | |
|          | Emmanuel Amoos                 | Valais                       | PS      |       | S      |        | Non     | 10 687  | 31 juillet 1980   | Responsable administratif                                                        | Remplace Mathias Reynard le 1er juin 2021                                                                          |
|          | Gerhard Andrey                 | Fribourg                     | PES     |       | G      |        | Non     | 14 417  | 21 janvier 1976   | Ingénieur                                                                        | |
|          | Sibel Arslan                   | Bâle-Ville                   | PES     |       | G      |        | Oui     | 13 582  | 23 juin 1980      | Licenciée en droit                                                               | |
|          | Mustafa Atici                  | Bâle-Ville                   | PS      |       | S      |        | Non     | 15 310  | 2 octobre 1969    | Entrepreneur                                                                     | Obtient son siège à la suite de l'élection d'Eva Herzog au Conseil des États                                       |
|          | Christine Badertscher          | Berne                        | PES     |       | G      |        | Non     | 45 125  | 11 janvier 1982   | Employée chez SWISSAID                                                           | |
|          | Jacqueline Badran              | Zurich                       | PS      |       | S      |        | Oui     | 109 992 | 12 novembre 1961  | Diplôme en philosophie et licence en sciences de la communication                | |
|          | Angelo Barrile                 | Zurich                       | PS      |       | S      |        | Oui     | 83 219  | 22 août 1976      | Médecin généraliste                                                              | |
|          | Kilian Baumann                 | Berne                        | PES     |       | G      |        | Non     | 47 311  | 14 décembre 1980  | Agriculteur bio                                                                  | |
|          | Martin Bäumle                  | Zurich                       | PVL     |       | GL     |        | Oui     | 76 229  | 3 juin 1964       | Diplôme en chimie EPF                                                            | |
|          | Judith Bellaïche               | Zurich                       | PVL     |       | GL     |        | Non     | 54 179  | 2 février 1971    | Juriste, cheffe d'entreprise                                                     | |
|          | Samuel Bendahan                | Vaud                         | PS      |       | S      |        | Oui     | 37 923  | 11 juin 1980      | Consultant, maître d'enseignement                                                | |
|          | Alexandre Berthoud             | Vaud                         | PLR     |       | RL     |        | Oui     | 32 811  | 29 juin 1977      | Responsable d'agence bancaire                                                    | Remplace Isabelle Moret le 13 juin 2022                                                                            |
|          | Kathrin Bertschy               | Berne                        | PVL     |       | GL     |        | Oui     | 58 343  | 2 juillet 1979    | Licenciée en sciences politiques                                                 | |
|          | Marianne Binder-Keller         | Argovie                      | LC      |       | M-E    |        | Non     | 27 202  | 15 juin 1958      | Conseillère en communication et publicitaire                                     | |
|          | Martina Bircher                | Argovie                      | UDC     |       | V      |        | Non     | 58 757  | 13 avril 1984     | Économiste d'entreprise                                                          | |
|          | Prisca Birrer-Heimo            | Lucerne                      | PS      |       | S      |        | Oui     | 31 363  | 4 février 1959    | Ingénieure économiste                                                            | |
|          | Jacques Bourgeois              | Fribourg                     | PLR     |       | RL     |        | Oui     | 19 838  | 14 mars 1958      | Ingénieur agronome HES                                                           | |
|          | Philipp Matthias Bregy         | Valais                       | LC      |       | M-E    |        | Oui     | 21 689  | 7 juillet 1978    | Avocat                                                                           | |
|          | Florence Brenzikofer           | Bâle-Campagne                | PES     |       | G      |        | Non     | 15 902  | 15 avril 1975     | Enseignante au secondaire                                                        | Obtient son siège à la suite de l'élection de Maya Graf au Conseil des États                                       |
|          | Thomas Brunner                 | Saint-Gall                   | PVL     |       | GL     |        | Non     | 12 506  | 25 juillet 1960   | Climatologue                                                                     | |
|          | Roland Rino Büchel             | Saint-Gall                   | UDC     |       | V      |        | Oui     | 43 906  | 8 octobre 1965    | Manager sportif, entrepreneur                                                    | |
|          | Michaël Buffat                 | Vaud                         | UDC     |       | V      |        | Oui     | 31 677  | 27 septembre 1979 | Responsable d'agence bancaire                                                    | |
|          | Manfred Bühler                 | Berne                        | UDC     |       | V      |        | Non     | 90 206  | 10 avril 1979     | Avocat                                                                           | Remplace Albert Rösti le 1er janvier 2023.                                                                         |
|          | Christine Bulliard-Marbach     | Fribourg                     | LC      |       | M-E    |        | Oui     | 20 400  | 13 octobre 1959   | Enseignante                                                                      | |
|          | Thomas Burgherr                | Argovie                      | UDC     |       | V      |        | Oui     | 63 155  | 1er août 1962     | Diplôme fédéral de maître charpentier                                            | |
|          | Martin Candinas                | Grisons                      | LC      |       | M-E    |        | Oui     | 23 143  | 20 août 1980      | Spécialiste technique, partner et key account manager                            | |
|          | Rocco Cattaneo                 | Tessin                       | PLR     |       | RL     |        | Oui     | 26 285  | 6 décembre 1958   | Licencié en économie publique                                                    | |
|          | Katja Christ                   | Bâle-Ville                   | PVL     |       | GL     |        | Non     | 3 816   | 1er août 1972     | Licenciée en droit, avocate                                                      | Première conseillère nationale vert'libérale de Bâle-Ville                                                         |
|          | Christophe Clivaz              | Valais                       | PES     |       | G      |        | Non     | 17 377  | 7 janvier 1969    | Ingénieur chimiste EPF                                                           | Premier conseiller national vert valaisan                                                                          |
|          | Damien Cottier                 | Neuchâtel                    | PLR     |       | RL     |        | Non     | 9 343   | 3 avril 1975      | Conseiller d'Ambassade (DFAE)                                                    | |
|          | Thomas de Courten              | Bâle-Campagne                | UDC     |       | V      |        | Oui     | 24 498  | 29 juillet 1966   | Entrepreneur                                                                     | |
|          | Brigitte Crottaz               | Vaud                         | PS      |       | S      |        | Oui     | 37 755  | 6 octobre 1957    | Médecin, endocrinologue-diabétologue                                             | |
|          | Christian Dandrès              | Genève                       | PS      |       | S      |        | Non     | 27 386  | 13 février 1981   | Avocat                                                                           | |
|          | Denis de la Reussille          | Neuchâtel                    | POP-PST |       | G      |        | Oui     | 9 761   | 24 octobre 1960   |                                                                                  | |
|          | Marcel Dettling                | Schwytz                      | UDC     |       | V      |        | Oui     | 21 716  | 1er février 1981  | Agriculteur                                                                      | |
|          | Marcel Dobler                  | Saint-Gall                   | PLR     |       | RL     |        | Oui     | 30 775  | 29 août 1980      | Entrepreneur                                                                     | |
|          | Kurt Egger                     | Thurgovie                    | PES     |       | G      |        | Non     | 7 846   | 19 janvier 1956   | Ingénieur                                                                        | |
|          | Mike Egger                     | Saint-Gall                   | UDC     |       | V      |        | Oui     | 44 107  | 2 août 1992       | Boucher                                                                          | |
|          | Yvette Estermann               | Lucerne                      | UDC     |       | V      |        | Oui     | 32 217  | 26 février 1967   | Médecin                                                                          | |
|          | Patricia von Falkenstein       | Bâle-Ville                   | PLS     |       | RL     |        | Non     | 9 363   | 11 avril 1961     | Juriste                                                                          | Remplace Christoph Eymann en novembre 2021                                                                         |
|          | Alex Farinelli                 | Tessin                       | PLR     |       | RL     |        | Non     | 30 036  | 16 décembre 1981  | Économiste                                                                       | |
|          | Laurence Fehlmann Rielle       | Genève                       | PS      |       | S      |        | Oui     | 27 938  | 11 septembre 1955 | Licenciée en sciences politiques                                                 | |
|          | Olivier Feller                 | Vaud                         | PLR     |       | RL     |        | Oui     | 46 542  | 30 août 1974      | Juriste, lobbyiste                                                               | |
|          | Yvonne Feri                    | Argovie                      | PS      |       | S      |        | Oui     | 46 241  | 21 mars 1966      | Employée de commerce                                                             | |
|          | Doris Fiala                    | Zurich                       | PLR     |       | RL     |        | Oui     | 71 977  | 29 janvier 1957   | Cheffe d'entreprise                                                              | |
|          | Roland Fischer                 | Lucerne                      | PVL     |       | GL     |        | Non     | 10 982  | 5 avril 1965      | Économiste                                                                       | |
|          | Fabien Fivaz                   | Neuchâtel                    | PES     |       | G      |        | Non     | 10 753  | 25 février 1978   | Biologiste                                                                       | |
|          | Beat Flach                     | Argovie                      | PVL     |       | GL     |        | Oui     | 25 748  | 21 janvier 1965   | Master of Law                                                                    | |
|          | Kurt Fluri                     | Soleure                      | PLR     |       | RL     |        | Oui     | 17 787  | 19 août 1955      | Licencié en droit, avocat et notaire                                             | |
|          | Pierre-Alain Fridez            | Jura                         | PS      |       | S      |        | Oui     | 6 487   | 20 novembre 1957  | Médecin                                                                          | |
|          | Claudia Friedl                 | Saint-Gall                   | PS      |       | S      |        | Oui     | 23 718  | 19 juillet 1960   | Docteure en sciences de l'environnement                                          | |
|          | Tamara Funiciello              | Berne                        | PS      |       | S      |        | Non     | 46 668  | 20 mars 1990      | Étudiante                                                                        | |
|          | Andreas Gafner                 | Berne                        | UDF     |       | V      |        | Non     | 13 885  | 31 mars 1971      | Maître agriculteur                                                               | |
|          | Andrea Geissbühler             | Berne                        | UDC     |       | V      |        | Oui     | 94 768  | 3 août 1976       | Policière, enseignante                                                           | |
|          | Anna Giacometti                | Grisons                      | PLR     |       | RL     |        | Non     | 6 932   | 8 septembre 1961  | Présidente de commune                                                            | |
|          | Benjamin Giezendanner          | Argovie                      | UDC     |       | V      |        | Non     | 68 024  | 22 avril 1982     | Entrepreneur                                                                     | |
|          | Bastien Girod                  | Zurich                       | PES     |       | G      |        | Oui     | 89 015  | 21 décembre 1980  | Business Developer                                                               | |
|          | Ida Glanzmann-Hunkeler         | Lucerne                      | LC      |       | M-E    |        | Oui     | 37 217  | 29 septembre 1958 | Employée de commerce                                                             | |
|          | Andreas Glarner                | Argovie                      | UDC     |       | V      |        | Oui     | 64 053  | 9 octobre 1962    | Entrepreneur                                                                     | |
|          | Balthasar Glättli              | Zurich                       | PES     |       | G      |        | Oui     | 85 677  | 12 février 1972   | Chef d'entreprise                                                                | |
|          | Alois Gmür                     | Schwytz                      | LC      |       | M-E    |        | Oui     | 14 194  | 3 avril 1955      | Maître brasseur                                                                  | |
|          | Petra Gössi                    | Schwytz                      | PLR     |       | RL     |        | Oui     | 20 980  | 12 janvier 1976   | Licenciée en droit                                                               | |
|          | Michael Graber                 | Valais                       | UDC     |       | V      |        | Oui     | 9 453   | 3 juin 1981       | Licencié en droit                                                                | |
|          | Edith Graf-Litscher            | Thurgovie                    | PS      |       | S      |        | Oui     | 16 101  | 25 mars 1964      | Lobbyiste                                                                        | |
|          | Corina Gredig                  | Zurich                       | PVL     |       | GL     |        | Non     | 60 493  | 8 septembre 1987  | Cheffe d'entreprise                                                              | |
|          | Jean-Pierre Grin               | Vaud                         | UDC     |       | V      |        | Oui     | 35 966  | 16 mars 1947      | Maitre agriculteur                                                               | |
|          | Jürg Grossen                   | Berne                        | PVL     |       | GL     |        | Oui     | 57 328  | 24 août 1969      | Planificateur-électricien                                                        | |
|          | Franz Grüter                   | Lucerne                      | UDC     |       | V      |        | Oui     | 40 468  | 29 juillet 1963   | Entrepreneur                                                                     | |
|          | Jean-Paul Gschwind             | Jura                         | LC      |       | M-E    |        | Oui     | 4 622   | 30 octobre 1952   | Médecin vétérinaire                                                              | |
|          | Nik Gugger                     | Zurich                       | PEV     |       | M-E    |        | Oui     | 26 059  | 1er mai 1970      | Entrepreneur social, conseil aux entreprises                                     | |
|          | Lars Guggisberg                | Berne                        | UDC     |       | V      |        | Non     | 91 616  | 19 juillet 1977   | Chef d'entreprise, avocat                                                        | Obtient son siège à la suite de l'élection de Werner Salzmann au Conseil des États                                 |
|          | Diana Gutjahr                  | Thurgovie                    | UDC     |       | V      |        | Oui     | 32 045  | 13 janvier 1984   | Entrepreneuse                                                                    | |
|          | Barbara Gysi                   | Saint-Gall                   | PS      |       | S      |        | Oui     | 19 952  | 14 mai 1964       | Master en Public Management                                                      | |
|          | Greta Gysin                    | Tessin                       | PES     |       | G      |        | Non     | 19 952  | 6 octobre 1983    | Politologue et syndicaliste                                                      | |
|          | Martin Haab                    | Zurich                       | UDC     |       | V      |        | Oui     | 109 995 | 3 mai 1962        | Diplôme fédéral d'agriculteur                                                    | |
|          | Alfred Heer                    | Zurich                       | UDC     |       | V      |        | Oui     | 118 987 | 12 octobre 1961   | Entrepreneur, diplôme fédéral d'employé de commerce                              | |
|          | Stefanie Heimgartner           | Argovie                      | UDC     |       | V      |        | Non     | 55 361  | 24 avril 1987     | Employée de commerce                                                             | Obtient son siège à la suite de l'élection de Hansjörg Knecht au Conseil des États                                 |
|          | Verena Herzog                  | Thurgovie                    | UDC     |       | V      |        | Oui     | 28 642  | 7 février 1956    | Enseignante                                                                      | |
|          | Erich Hess                     | Berne                        | UDC     |       | V      |        | Oui     | 99 481  | 25 mars 1981      | Entrepreneur, chauffeur poids lourds                                             | |
|          | Lorenz Hess                    | Berne                        | LC      |       | M-E    |        | Oui     | 49 352  | 28 juin 1961      | Diplôme fédéral de conseiller en relations publiques                             | |
|          | Alois Huber                    | Argovie                      | UDC     |       | V      |        | non     | 55 255  | 21 novembre 1962  | Agriculteur                                                                      | Obtient son siège à la suite de l'élection de Jean-Pierre Gallati au gouvernement argovien                         |
|          | Baptiste Hurni                 | Neuchâtel                    | PS      |       | S      |        | Non     | 8 693   | 4 avril 1986      | Avocat                                                                           | |
|          | Thomas Hurter                  | Schaffhouse                  | UDC     |       | V      |        | Oui     | 13 533  | 1er novembre 1963 | Master of Business Administration                                                | |
|          | Christian Imark                | Soleure                      | UDC     |       | V      |        | Oui     | 24 339  | 29 janvier 1982   | Entrepreneur indépendant, bachelor en architecture HES                           | |
|          | Matthias Jauslin               | Argovie                      | PLR     |       | RL     |        | Oui     | 29 835  | 20 avril 1962     | Entrepreneur, diplôme fédéral d'installateur électrique                          | |
|          | Marc Jost                      | Berne                        | PEV     |       | M-E    |        | Oui     | 18 923  | 6 février 1974    | Théologien                                                                       | Remplace Marianne Streiff le 28 novembre 2023                                                                      |
|          | Irène Kälin                    | Argovie                      | PES     |       | G      |        | Oui     | 34 501  | 6 février 1987    | Bachelor en sciences de l'islam, master en cultures des religions                | |
|          | Sidney Kamerzin                | Valais                       | LC      |       | M-E    |        | Non     | 25 602  | 19 mars 1975      | Avocat-notaire                                                                   | |
|          | Peter Keller                   | Nidwald                      | UDC     |       | V      |        | Oui     | 9 655   | 22 avril 1971     | Licencié en philosophie                                                          | |
|          | Delphine Klopfenstein Broggini | Genève                       | PES     |       | G      |        | Non     | 20 026  | 9 juin 1976       | Sociologue                                                                       | |
|          | Roger Köppel                   | Zurich                       | UDC     |       | V      |        | Oui     | 121 098 | 21 mars 1965      | Rédacteur en chef de Die Weltwoche                                               | |
|          | Philipp Kutter                 | Zurich                       | LC      |       | M-E    |        | Oui     | 29 107  | 31 août 1975      | Licencié en philosophie                                                          | |
|          | Martin Landolt                 | Glaris                       | LC      |       | M-E    |        | Oui     | 6 396   | 30 juin 1968      | Diplôme fédéral d'économiste d'entreprise                                        | |
|          | Sandra Locher Benguerel        | Grisons                      | PS      |       | S      |        | Non     | 9 567   | 16 septembre 1975 | Enseignante, présidente des enseignants grisons                                  | |
|          | Christian Lohr                 | Thurgovie                    | LC      |       | M-E    |        | Oui     | 19 632  | 5 avril 1962      | Enseignant en HES, auteur                                                        | |
|          | Christian Lüscher              | Genève                       | PLR     |       | RL     |        | Oui     | 35 081  | 6 décembre 1963   | Avocat                                                                           | |
|          | Jörg Mäder                     | Zurich                       | PVL     |       | GL     |        | Non     | 55 718  | 20 juillet 1975   | Programmeur                                                                      | |
|          | Raphaël Mahaim                 | Vaud                         | PES     |       | G      |        | Non     | 29 856  | 31 décembre 1983  | Avocat, chargé de cours à la HES-SO                                              | Remplace Daniel Brélaz le 28 février 2022.                                                                         |
|          | Pierre-Yves Maillard           | Vaud                         | PS      |       | S      |        | Non     | 59 514  | 16 mars 1968      | Syndicaliste                                                                     | |
|          | Vincent Maitre                 | Genève                       | LC      |       | M-E    |        | Non     | 15 285  | 18 janvier 1981   | Avocat                                                                           | |
|          | Piero Marchesi                 | Tessin                       | UDC     |       | V      |        | Non     | 12 315  | 19 septembre 1981 | Cadre d'entreprise                                                               | Obtient son siège à la suite de l'élection de Marco Chiesa au Conseil des États                                    |
|          | Christa Markwalder             | Berne                        | PLR     |       | RL     |        | Oui     | 66 264  | 27 juillet 1975   | Licenciée en droit, certificat en sciences de l'environnement                    | |
|          | Ada Marra                      | Vaud                         | PS      |       | S      |        | Oui     | 49 953  | 10 mars 1973      | Licenciée en sciences politiques                                                 | |
|          | Min Li Marti                   | Zurich                       | PS      |       | S      |        | Oui     | 88 371  | 1er juin 1974     | Licenciée en philosophie                                                         | |
|          | Samira Marti                   | Bâle-Campagne                | PS      |       | S      |        | Oui     | 22 993  | 23 janvier 1994   | Étudiante en économie à l'Université de Zurich                                   | |
|          | Magdalena Martullo-Blocher     | Grisons                      | UDC     |       | V      |        | Oui     | 23 942  | 13 août 1969      | Licenciée en sciences économiques                                                | |
|          | Nadine Masshardt               | Berne                        | PS      |       | S      |        | Oui     | 68 265  | 4 octobre 1984    | Master en histoire                                                               | |
|          | Michel Matter                  | Genève                       | PVL     |       | GL     |        | Non     | 10 781  | 31 décembre 1964  | Médecin ophtalmologue                                                            | Premier conseiller national vert'libéral du canton de Genève                                                       |
|          | Thomas Matter                  | Zurich                       | UDC     |       | V      |        | Oui     | 115 138 | 23 mars 1966      | Entrepreneur                                                                     | |
|          | Andreas Meier                  | Argovie                      | LC      |       | M-E    |        | Non     | 12 582  | 11 février 1962   | Viticulteur                                                                      | Remplace Ruth Humbel le 27 février 2023.                                                                           |
|          | Melanie Mettler                | Berne                        | PVL     |       | GL     |        | Non     | 25 395  | 3 mars 1977       | Cheffe d'entreprise                                                              | |
|          | Mattea Meyer                   | Zurich                       | PS      |       | S      |        | Oui     | 89 270  | 9 novembre 1987   | Master en géographie humaine et économique                                       | |
|          | Sophie Michaud Gigon           | Vaud                         | PES     |       | G      |        | Non     | 32 205  | 20 janvier 1975   | Directrice d'une ONG                                                             | |
|          | Fabian Molina                  | Zurich                       | PS      |       | S      |        | Oui     | 81 905  | 8 juillet 1990    | Coprésident d'une organisation de développement                                  | |
|          | Simone de Montmollin           | Genève                       | PLR     |       | RL     |        | Non     | 32 402  | 27 juillet 1968   | Ingénieure œnologue                                                              | |
|          | Tiana Angelina Moser           | Zurich                       | PVL     |       | GL     |        | Oui     | 90 226  | 6 avril 1979      | Licenciée en philosophie                                                         | |
|          | Leo Müller                     | Lucerne                      | LC      |       | M-E    |        | Oui     | 35 577  | 4 juillet 1958    | Licencié en droit, diplôme d'ingénieur agronome                                  | |
|          | Stefan Müller-Altermatt        | Soleure                      | LC      |       | M-E    |        | Oui     | 10 974  | 17 juin 1976      | Biologiste, docteur en philosophie                                               | |
|          | Martina Munz                   | Schaffhouse                  | PS      |       | S      |        | Oui     | 10 246  | 26 décembre 1955  | Diplôme d'ingénieure agronome EPF                                                | |
|          | Philippe Nantermod             | Valais                       | PLR     |       | RL     |        | Oui     | 27 906  | 27 mars 1984      | Docteur en droit                                                                 | |
|          | Jacques Nicolet                | Vaud                         | UDC     |       | V      |        | Oui     | 33 537  | 24 octobre 1965   | Maitre agriculteur                                                               | |
|          | Roger Nordmann                 | Vaud                         | PS      |       | S      |        | Oui     | 45 649  | 23 mars 1973      | Licenciée en sciences politiques                                                 | |
|          | Eric Nussbaumer                | Bâle-Campagne                | PS      |       | S      |        | Oui     | 29 593  | 11 juillet 1960   | Diplôme d'ingénieur ETS                                                          | |
|          | Nicolo Paganini                | Saint-Gall                   | LC      |       | M-E    |        | Oui     | 19 230  | 8 juin 1966       | Directeur de l'OLMA, master en sciences, Master of Arts, juriste                 | |
|          | Pierre-André Page              | Fribourg                     | UDC     |       | V      |        | Oui     | 20 924  | 19 avril 1960     | Maître agriculteur                                                               | |
|          | Isabelle Pasquier-Eichenberger | Genève                       | PES     |       | G      |        | Non     | 19 287  | 17 mars 1973      | Géographe                                                                        | Obtient son siège à la suite de l'élection de Lisa Mazzone au Conseil des États et au renoncement de Pierre Eckert |
|          | Gerhard Pfister                | Zoug                         | LC      |       | M-E    |        | Oui     | 13 872  | 1er octobre 1962  | Docteur en philosophie                                                           | |
|          | Valérie Piller Carrard         | Fribourg                     | PS      |       | S      |        | Oui     | 20 068  | 9 septembre 1978  |                                                                                  | |
|          | François Pointet               | Vaud                         | PVL     |       | GL     |        | Non     | 13 390  | 25 juin 1969      | Analyste en systèmes d'information                                               | |
|          | Léonore Porchet                | Vaud                         | PES     |       | G      |        | Non     | 30 860  | 9 juillet 1989    | Cheffe de projet en communication                                                | |
|          | Hans-Peter Portmann            | Zurich                       | PLR     |       | RL     |        | Oui     | 66 673  | 22 février 1963   | Directeur de banque, International Executive MBA                                 | |
|          | Katharina Prelicz-Huber        | Zurich                       | PES     |       | G      |        | Non     | 70 499  | 12 octobre 1959   | Présidente du Syndicat des services publics (VPOD)                               | |
|          | Stéfanie Prezioso              | Genève                       | EàG     |       | G      |        | Non     | 4 473   | 25 janvier 1969   | Professeure                                                                      | Élue en tant que troisième de la liste (Jocelyne Haller et Jean Burgermeister cèdent leur place)                   |
|          | Jon Pult                       | Grisons                      | PS      |       | S      |        | Non     | 17 954  | 12 octobre 1984   | Conseiller en communication                                                      | |
|          | Valentine Python               | Vaud                         | PES     |       | G      |        | Non     | 30 314  | 18 juin 1975      | Consultante scientifique                                                         | Obtient son siège à la suite de l'élection d'Adèle Thorens Goumaz au Conseil des États                             |
|          | Lorenzo Quadri                 | Tessin                       | Lega    |       | V      |        | Oui     | 23 068  | 5 novembre 1974   | Rédacteur en chef du Mattino della Domenica                                      | |
|          | Jacqueline de Quattro          | Vaud                         | PLR     |       | RL     |        | Non     | 44 996  | 28 juin 1960      | Avocate                                                                          | |
|          | Thomas Rechsteiner             | Appenzell Rhodes-Intérieures | LC      |       | M-E    |        | Non     | 2 014   | 14 novembre 1971  | Agent général indépendant                                                        | |
|          | Fabio Regazzi                  | Tessin                       | LC      |       | M-E    |        | Oui     | 24 989  | 22 juin 1962      | Avocat et notaire                                                                | |
|          | Lukas Reimann                  | Saint-Gall                   | UDC     |       | V      |        | Oui     | 51 584  | 18 septembre 1982 | Master of Law                                                                    | |
|          | Maja Riniker                   | Argovie                      | PLR     |       | RL     |        | Non     | 29 022  | 23 mai 1978       | Économiste d'entreprise                                                          | Obtient son siège à la suite de l'élection de Thierry Burkart au Conseil des États                                 |
|          | Markus Ritter                  | Saint-Gall                   | LC      |       | M-E    |        | Oui     | 31 337  | 19 avril 1967     | Agriculteur, ingénieur en économie ES                                            | |
|          | Benjamin Roduit                | Valais                       | LC      |       | M-E    |        | Oui     | 25 601  | 22 novembre 1962  | Enseignant au gymnase, professeur                                                | |
|          | Marco Romano                   | Tessin                       | LC      |       | M-E    |        | Oui     | 24 520  | 6 novembre 1982   | Licencié en sciences sociales                                                    | |
|          | Franziska Roth                 | Soleure                      | PS      |       | S      |        | Non     | 12 647  | 17 avril 1966     | Enseignante spécialisée                                                          | |
|          | Marie-France Roth Pasquier     | Fribourg                     | LC      |       | M-E    |        | Non     | 12 344  | 25 avril 1968     | Conseillère communale (exécutif) à Bulle                                         | |
|          | Daniel Ruch                    | Vaud                         | PLR     |       | RL     |        | Oui     | 33 158  | 20 mars 1963      | Bûcheron                                                                         | Remplace Frédéric Borloz le 13 juin 2022.                                                                          |
|          | Monika Rüegger                 | Obwald                       | UDC     |       | V      |        | Non     | 5 412   | 25 mars 1968      | Planificatrice en construction métallique                                        | Première femme conseillère nationale d'Obwald                                                                      |
|          | Gregor Rutz                    | Zurich                       | UDC     |       | V      |        | Oui     | 120 722 | 12 octobre 1972   | Licencié en droit                                                                | |
|          | Franziska Ryser                | Saint-Gall                   | PES     |       | G      |        | Non     | 22 189  | 21 octobre 1991   | Ingénieure machines                                                              | |
|          | Regine Sauter                  | Zurich                       | PLR     |       | RL     |        | Oui     | 64 357  | 16 avril 1966     | Directrice de la chambre de commerce zurichoise                                  | |
|          | Barbara Schaffner              | Zurich                       | PVL     |       | GL     |        | Non     | 54 846  | 28 juillet 1968   | Physicienne                                                                      | |
|          | Peter Schilliger               | Lucerne                      | PLR     |       | RL     |        | Oui     | 24 921  | 1er juin 1959     | Plombier-chauffagiste                                                            | Non réélu, il accède au Conseil national 7 septembre 2020 à la suite du décès d'Albert Vitali                      |
|          | Therese Schläpfer              | Zurich                       | UDC     |       | V      |        | Oui     | 110 490 | 14 avril 1959     | Présidente d'une commune                                                         | |
|          | Marionna Schlatter             | Zurich                       | PES     |       | G      |        | Non     | 79 744  | 14 novembre 1980  | Sociologue                                                                       | |
|          | Daniela Schneeberger           | Bâle-Campagne                | PLR     |       | RL     |        | Oui     | 19 071  | 19 septembre 1967 | Fiduciaire avec brevet fédéral                                                   | |
|          | Meret Schneider                | Zurich                       | PES     |       | G      |        | Non     | 60 083  | 22 août 1992      | Co-dirigeante d'entreprise                                                       | |
|          | Ursula Schneider Schüttel      | Fribourg                     | PS      |       | S      |        | Oui     | 17 929  | 26 novembre 1961  | Avocat                                                                           | |
|          | Elisabeth Schneider-Schneiter  | Bâle-Campagne                | LC      |       | M-E    |        | Oui     | 13 707  | 19 février 1964   | Juriste, licenciée en droit                                                      | |
|          | Pirmin Schwander               | Schwytz                      | UDC     |       | V      |        | Oui     | 20 829  | 28 décembre 1961  | Docteur en économie publique                                                     | |
|          | Erich von Siebenthal           | Berne                        | UDC     |       | V      |        | Oui     | 101 660 | 30 décembre 1958  | Agriculteur de montagne                                                          | |
|          | Priska Seiler Graf             | Zurich                       | PS      |       | S      |        | Oui     | 88 221  | 29 août 1968      | Conseillère de ville (exécutif) à Kloten                                         | |
|          | Heinz Siegenthaler             | Berne                        | LC      |       | M-E    |        | Non     | 32 482  | 11 octobre 1955   | Maître agriculteur                                                               | Obtient son siège après que Beatrice Simon renonce au sien                                                         |
|          | Andri Silberschmidt            | Zurich                       | PLR     |       | RL     |        | Non     | 66 673  | 26 février 1994   | Économiste, entrepreneur                                                         | |
|          | Sandra Sollberger              | Bâle-Campagne                | UDC     |       | V      |        | Oui     | 25 653  | 27 octobre 1973   | Gérante d'entreprise, diplôme fédéral de maître peintre                          | |
|          | Simon Stadler                  | Uri                          | LC      |       | M-E    |        | Non     | 4 685   | 2 mai 1988        | Maçon, enseignant au primaire                                                    | |
|          | Barbara Steinemann             | Zurich                       | UDC     |       | V      |        | Oui     | 114 616 | 18 juin 1976      | Licenciée en droit, Master of Laws                                               | |
|          | Bruno Storni                   | Tessin                       | PS      |       | S      |        | Non     | 13 737  | 17 août 1954      | Ingénieur                                                                        | Obtient son siège à la suite de l'élection de Marina Carobbio Guscetti au Conseil des États                        |
|          | Manuel Strupler                | Thurgovie                    | UDC     |       | V      |        | Non     | 25 635  | 12 avril 1980     | Paysagiste, entrepreneur                                                         | |
|          | Lilian Studer                  | Argovie                      | PEV     |       | M-E    |        | Non     | 13 740  | 20 décembre 1977  | Cheffe d'entreprise                                                              | |
|          | Gabriela Suter                 | Argovie                      | PS      |       | S      |        | Non     | 36 867  | 12 décembre 1972  | Historienne                                                                      | |
|          | Michael Töngi                  | Lucerne                      | PES     |       | G      |        | Oui     | 21 264  | 16 mars 1967      | Licencié en philosophie                                                          | |
|          | Aline Trede                    | Berne                        | PES     |       | G      |        | Oui     | 69 964  | 26 août 1983      | Master en science de l'environnement                                             | |
|          | Mauro Tuena                    | Zurich                       | UDC     |       | V      |        | Oui     | 111 037 | 25 janvier 1972   | Technicien en informatique                                                       | |
|          | Nadja Umbricht Pieren          | Berne                        | UDC     |       | V      |        | Oui     | 102 467 | 14 février 1980   | Diplômée en conduite d'équipe et éducation de la petite enfance                  | |
|          | Susanne Vincenz-Stauffacher    | Saint-Gall                   | PLR     |       | RL     |        | Non     | 22 951  | 21 janvier 1967   | Avocate                                                                          | |
|          | Nicolas Walder                 | Genève                       | PES     |       | G      |        | Non     | 21 310  | 2 mai 1966        | Politicien de carrière                                                           | |
|          | Bruno Walliser                 | Zurich                       | UDC     |       | V      |        | Oui     | 110 660 | 11 avril 1966     | Ramoneur                                                                         | |
|          | Beat Walti                     | Zurich                       | PLR     |       | RL     |        | Oui     | 67 192  | 22 novembre 1968  | Juriste, docteur en droit                                                        | |
|          | Christian Wasserfallen         | Berne                        | PLR     |       | RL     |        | Oui     | 66 264  | 30 juin 1981      | Ingénieur machines                                                               | |
|          | Flavia Wasserfallen            | Berne                        | PS      |       | S      |        | Oui     | 57 155  | 7 février 1979    | Docteure en sciences sociales                                                    | |
|          | Céline Weber Koppenburg        | Vaud                         | PVL     |       | GL     |        | Non     | 12 297  | 22 août 1974      | Ingénieure                                                                       | Remplace Isabelle Chevalley le 29 novembre 2021                                                                    |
|          | Laurent Wehrli                 | Vaud                         | PLR     |       | RL     |        | Oui     | 40 339  | 4 juin 1965       | Licencié en lettres                                                              | Obtient son siège à la suite de l'élection d'Olivier Français au Conseil des États                                 |
|          | Manuela Weichelt-Picard        | Zoug                         | PES     |       | G      |        | Non     | 6 292   | 21 juillet 1967   | Master of Public Health                                                          | Première femme conseillère nationale de Zoug                                                                       |
|          | Cédric Wermuth                 | Argovie                      | PS      |       | S      |        | Oui     | 47 890  | 19 février 1966   | Conseiller en communication et stratégie, licence en philosophie, Master of Arts | |
|          | Felix Wettstein                | Soleure                      | PES     |       | G      |        | Non     | 8 099   | 19 janvier 1958   | Maître de conférences                                                            | |
|          | Céline Widmer                  | Zurich                       | PS      |       | S      |        | Non     | 76 598  | 26 mai 1978       | Politologue                                                                      | |
|          | Priska Wismer-Felder           | Lucerne                      | LC      |       | M-E    |        | Oui     | 27 597  | 2 octobre 1970    | Agricultrice                                                                     | Obtient son siège à la suite de l'élection d'Andrea Gmür-Schönenberger au Conseil des États                        |
|          | Walter Wobmann                 | Soleure                      | UDC     |       | V      |        | Oui     | 22 082  | 21 novembre 1957  | Directeur des ventes                                                             | |
|          | Sarah Wyss                     | Bâle-Ville                   | PS      |       | S      |        | Non     | 12 459  | 1er août 1988     | Chargée d'enseignement                                                           | Remplace Beat Jans le 18 décembre 2020                                                                             |
|          | David Zuberbühler              | Appenzell Rhodes-Extérieures | UDC     |       | V      |        | Oui     | 7 720   | 20 février 1979   | Entrepreneur                                                                     | |

## Membres du conseil n'ayant pas terminé la législature
| Portrait | Conseiller national | Canton     | Parti | Parti | Groupe | Groupe | Sortant | Voix    | Date de naissance | Profession ou titre                       | Remarques                                                                   | Remplaçant               |
| -------- | ------------------- | ---------- | ----- | ----- | ------ | ------ | ------- | ------- | ----------------- | ----------------------------------------- | --------------------------------------------------------------------------- | ------------------------ |
|          | Yves Nidegger       | Genève     | UDC   |       | V      |        | Oui     | 15 398  | 17 mai 1957       | Avocat, licencié en droit                 | Démission                                                                   | Thomas Bläsi             |
|          | Esther Friedli      | Saint-Gall | UDC   |       | V      |        | Non     | 39 540  | 4 juin 1977       | Politologue                               | Élue au Conseil des États                                                   | Michael Götte            |
|          | Jean-Pierre Gallati | Argovie    | UDC   |       | V      |        | Non     | 55 454  | 24 août 1966      | Avocat                                    | Élu au Conseil d'État argovien, il démissionne le 1er mars 2020.            | Alois Huber              |
|          | Albert Vitali       | Lucerne    | PLR   |       | RL     |        | Oui     | 28 325  | 26 juin 1955      | Chef d'entreprise                         | Il meurt le 12 juin 2020 des suites d'un cancer.                            | Peter Schilliger         |
|          | Beat Jans           | Bâle-Ville | PS    |       | S      |        | Oui     | 21 869  | 12 juillet 1964   | Diplôme EPF en sciences naturelles        | Il est élu en octobre 2020 au Conseil d'État bâlois                         | Sarah Wyss               |
|          | Franz Ruppen        | Valais     | UDC   |       | V      |        | Oui     | 25 493  | 24 février 1971   | Licencié en droit                         | Élu en avril 2021 au Conseil d'État valaisan                                | Michael Graber           |
|          | Mathias Reynard     | Valais     | PS    |       | S      |        | Oui     | 34 175  | 7 septembre 1987  | Enseignant                                | Élu en avril 2021 au Conseil d'État valaisan                                | Emmanuel Amoos           |
|          | Isabelle Chevalley  | Vaud       | PVL   |       | GL     |        | Oui     | 26 488  | 13 avril 1972     | Consultante, docteure en sciences         | Démission en novembre 2021                                                  | Céline Weber             |
|          | Christoph Eymann    | Bâle-Ville | PLS   |       | RL     |        | Oui     | 13 220  | 15 janvier 1951   | Entrepreneur                              | Démission en novembre 2021                                                  | Patricia von Falkenstein |
|          | Hans-Ueli Vogt      | Zurich     | UDC   |       | V      |        | Oui     | 117 018 | 5 décembre 1969   | Professeur, juriste                       | Démission en décembre 2021                                                  | Benjamin Fischer         |
|          | Daniel Brélaz       | Vaud       | PES   |       | G      |        | Oui     | 37 667  | 4 janvier 1950    | Licencié en mathématiques                 | Démission en janvier 2022                                                   | Raphaël Mahaim           |
|          | Regula Rytz         | Berne      | PES   |       | G      |        | Oui     | 93 747  | 2 mars 1962       | Licenciée en histoire et philosophie      | Démission en mai 2022                                                       | Natalie Imboden          |
|          | Frédéric Borloz     | Vaud       | PLR   |       | RL     |        | Oui     | 40 962  | 22 avril 1966     | Syndic d'Aigle                            | Démission en juin 2022 à la suite de son élection au Conseil d'État vaudois | Daniel Ruch              |
|          | Isabelle Moret      | Vaud       | PLR   |       | RL     |        | Oui     | 48 664  | 30 décembre 1970  | Licenciée en droit, Master of Laws        | Démission en juin 2022 à la suite de son élection au Conseil d'État vaudois | Alexandre Berthoud       |
|          | Albert Rösti        | Berne      | UDC   |       | V      |        | Oui     | 128 252 | 7 août 1967       | Ingénieur agronome EPF, chef d'entreprise | Démission en décembre 2022 à la suite de son élection au Conseil fédéral    | Manfred Bühler           |
|          | Ruth Humbel         | Argovie    | LC    |       | M-E    |        | Oui     | 34 469  | 23 juillet 1957   | Licenciée en droit                        | Démission en février 2023                                                   | Andreas Meier            |
|          | Marianne Streiff    | Berne      | PEV   |       | M-E    |        | Oui     | 29 239  | 17 août 1957      | Enseignante                               | Démission en novembre 2022                                                  | Marc Jost                |